# Seznam alexandrijských katolických patriarchů
Poté, co se jeruzalémský koptský biskup Amba Athanasios stal katolíkem, jmenoval jej papež Benedikt XIV. apoštolským vikářem. I když se posléze vrátil zpět do koptské pravoslavné církve, byli apoštolští vikáři pro koptské věřící sjednocené s Římem jmenováni dál, od r. 1815 byli vždy biskupy a v roce 1824 papež Lev XII. zřídil koptský katolický patriarchát alexandrijský, který po smrti prvního patriarchy Maxima zůstal pouze na papíře, a byl obnoven až papežem Lvem XIII. roku 1895.

## Seznam apoštolských vikářů do roku 1824
- Athanasios (1741–1744 se vrátil zpět ke koptské pravoslavné církvi)
  - Justus Maraghi (1744–1749 ?) (generální vikář)
- Jean Farargi (1781–1788)
- Mathieu Righet (1788–1822)

## Seznam patriarchů a jiných vedoucích představitelů (od roku 1824)
- Maximus Givaid (titulární patriarcha 15. srpen 1824 – 30. srpen 1831)
  - Théodore Abou-Karim (apoštolský vikář 1832–1855)
  - Athanase Khouzan † (apoštolský vikář 1855–1864)
  - Agapios Bsciai (Bishai) † (apoštolský vikář 1866–1878)
    - Antoun di Marco (Morcos) † (1878–1887) (apoštolský vizitátor)
    - Antoun Nabad (1887–1889) (provikář)
    - Simon Barraia (1889–1892) (provikář)
    - Antoun Kabes (1892–1895) (provikář)
- Cyrillus Macaire (apoštolský vikář od r. 1895, patriarcha 19. červen 1899 – 18. květen 1908 rezignoval, pak až do své smrti 18. května 1921 emeritní patriarcha)
  - Joseph-Maxime Sedfaoui, eparcha v Minjá (1908–1925) (apoštolský administrátor)
- Marco II Khouzam (od r. 1927 apoštolský administrátor, patriarcha 9. srpen 1947 – 2. února 1958)
- Stephanos I Sidarouss, C.M. † (10. květen 1958 – 24. květen 1986 rezignoval)
- Stéphanos II Ghattas, C.M. (1986–2006)
- Antonios Naguib (30. března 2006 – 18. ledna 2013 rezignoval ze zdravotních důvodů), roku 2010 jmenován kardinálem.
  - Kyrillos Kamal William Samaan, eparcha v Asjútu – 6. února 2012 zvolen synodem jako nejstarší biskup jakožto patriarchální vikář s právem plně zastupovat patriarchu až do volby patriarchy nového, dne 18. ledna 2013
- Ibrahim Isaac Sidrak, od 18. ledna 2013